# Karel Černoch
Karel Černoch (ur. 12 października 1943 w Pradze, zm. 27 grudnia 2007 tamże) – czeski piosenkarz, wykonawca muzyki popularnej, aktor musicalowy, kompozytor i prezenter.

## Życiorys
Był dwukrotnie żonaty. Z pierwszego małżeństwa miał syna Marka, a z drugiego córkę Terezę. Zmarł 27 grudnia 2007 w Pradze.

## Musicale
- Evita...Augustin Magaldi
- Dracula...ksiądz
- 451 stupňov Fahrenheita
- Bídníci (Les Miserábles)...Jean Valjean
- Gróf Monte Christo...Abbé Faria

## Dyskografia

### Albumy gramofonowe
- 1967 Chrám / Zrcadlo – Supraphon – SP
- 1968 Páteční – Supraphon -LP
- 1968 Cesta poslední / Elektrické křeslo – Supraphon – SP
- 1968 Zlej sen – Karel Černoch/ Marta Kubišová – SP
- 1968 Jsem pro – Karel Černoch/Přejdi Jordán Helena Vondráčková- Supraphon – SP – edycja Zpěvák Supraphonu – (Karel Černoch)
- 1969 Zvon / Príma koleda – SP
- 1969 Píseň o mé zemi / Nářek převozníka – SP
- 1969 Temno / Dáňskoverbuňk – SP
- 1970 Je to jasný – Supraphon -LP
- 1971 Píseň / Vším byl jsem rád  – Supraphon – SP
- 1971 Jabloň ví, kdy mé kvést... – EP
- 1972 Ohnice / Čtvrté přání – Panton – SP
- 1973 Popelky – Panton -LP
- 1973 Sám v neděli / Já ti kdysi hrál – SP
- 1974 Každý rok je máj – Petr Novák/Krakonoš – Karel Černoch – SP
- 1974 Bobeš – Jitka Zelenková a Karel Černoch/Jen ať nikdo nevzlyká – Jitka Zelenková – SP
- 1975 Večerníček / Taková klidná noc – SP
- 1975 Moje malá, nevolej mi každý den / Plavčík v létě nespí  – SP
- 1975 Letiště – Panton -LP
- 1976 Bílá dívka / Bezpečí – SP
- 1976 Otevři oči – Jitka Zelenková a Karel Černoch/Tmavá dáma – Jitka Zelenková – SP
- 1977 Dokud mám hlavu plnou nápadů – Petr Němec/Nečeká, až se vrátím – Karel Černoch – SP
- 1978 Oheň jsi, tak hřej – Karel Černoch/Deštivé ráno – Antonín Gondolán a Jaromír Mayer – SP
- 1980 Srdce z plíšku – Panton -LP
- 1980 Hádky/Pár slov, pár kroků, pár gest – - SP, Marie Rottrová a Karel Černoch
- 1981 Ve tvých uličkách / Malá tanečnice – SP
- 1984 Všímej si – Věra Špinarová a Karel Černoch/Žena z Jupitera – Věra Špinarová – SP
- 1988 Láska prý / Perhaps Love – SP – Karel Černoch a Peter Dvorský
- 1989 Ve dvou se to lépe táhne
- 1990 ...když mi tenkrát Jim Reeves zpíval o vánocích... – Opus – LP, MC
- 1990 Tichá noc – Opus

### Albumy CD
- 1994 Sto kouzelnejch slok – Supraphon – CD (Pisně 1965 – 1970)
- 1995 ... dej nám pámbu kýbl bublin – Tommü Records – CD (Karel Černoch i Golem)
- 2000 Zrcadlo – Venkow Records – CD
- 2001 Strom vánočních přání- Venkow/Universal – MC, CD
- 2003 46 nej – Venkow Records (46 nej- Písničky a písně) (2CD)
- 2005 Srdcové trumfy – Supraphon – CD
- 2005 Ona se brání – Universal Music – CD (edycja Story)
- 2006 Pop galerie – Supraphon – CD
- 2006 Popelky – FR centrum – CD (reedycja LP z roku 1973)
- 2006 Tichá noc – FR centrum – CD (reedycja alba z roku 1990)
- 2007 Láska prý – Universal Music – CD

## Kompilacje
- 1977 K vánocům- -01. „Buďme chvíli bílou zemí“
- 1977 Gong 4  – Panton -10. „Nečeká, že se vrátím“
- 1983 Jiří Štajdl 1943 – 1973 – Supraphon
- 2003 Splněná přání – Vánoční album hvězd – Supraphon – 04. „Tvé přání“
- 1997 Sjezd swingařů aneb Hallo Benny – - (Swing Band Ferdinanda Havlíka)
- 1997 Country dálnice 2 – Venkow Records
- 2006 Zamilovaná – Universal Music -08. „To snad dá se nazvat láskou“ 14. „Nářek převozníka“
- 2006 Tv Hity z filmů a serialů – Universal Music – 19. „JDEME DO FINÁLE“ – Marie Rottrová, Petra Janů. Jiří Korn a Karel Černoch-cd-1 18. „Evropo, Evropo“ -cd2
- 2006 Pohodové české písničky 6 – Popron Music – 12. „Večerníček“
- 2006 Legendy Čs. Popu 60.léta – Universal Music – 05. „Nářek převozníka“
- 2007 Den, kdy se vrátí láska- Universal Music – 14. „Jarmark ve Scourborough“
- 2007 Hity z českých filmů a pohádek 1+2- Popron Music – 20. „V tom“ Iveta Bartošová & Karel Černoch
- 2007 Nechte zvony znít – Karel Svoboda – Monitor EMI – 15. „Ó, Monte Cristo“ – Daniel Hůlka a Karel ČernochJean Valjean
- 2007 Nejlepší výběr všech dob – Universal Music – 08. Karel Černoch – „Víc než přítel (Don‘t Cry Joni)“ -cd2Jean Valjean
- 2008 Okno mé lásky – Universal Music – 15. „Popelky“